# Художественная галерея Новой Шотландии
 Художественная галерея галерея Новой Шотландии (англ. Art Gallery of Nova Scotia ) — музей в городе Галифакс (провинция Новая Шотландия, Канада). Галерея расположена в центральной части города по адресу: улица Холлис, 1723. Галерея имеет филиал в городе Ярмут.

## История
Галерея была основана в 1908 году как музей изящных искусств Новой Шотландии. В 1975 году официально переименована в Художественную галерею Новой Шотландии и переехала в здание бывшей Школы искусств и дизайна на Кобург-Роуд.
В 1988 году галерея переместилась в своё нынешнее здание Доминион-Билдинг, построенное в 1865 году Дэвидом Стирлингом и Уильямом Хэем для почтового отделения и таможни и специально реконструированное для размещения коллекции галереи

## Коллекция
Музейная коллекция насчитывает более 15 тысяч произведений искусства. В коллекции представлены как классическая живопись и скульптура, так и инуитское искусство.
Наиболее известные работы в коллекции музея:
- Джошуа Рейнолдс, «Портрет Эдуарда Корнуоллиса»
- Джошуа Рейнолдс, «Портрет Джорджа Монтегю-Данка, 2-го графа Галифакса»
- Рой Стэнли, «Портрет мальчика в красной шляпе»
- Самюэль Скотт, «Британские корабли на якорной стоянке у Аннаполиса»
- Мэри Пратт, «Воскресный обед»
- Джеймс Макдональд, «Атлантическое побережье Новой Шотландии у реки Петит»
- Артур Лисмер, Группа семи, «Сияние солнца»
- Форшоу Дэй, «Олень у реки (Новая Шотландия)»
- Мод Льюис, «Дом художника»
- Фрэнсис Баннерман «Осенняя бабочка-голубянка»